# Liste der Sieger bei PDC-Turnieren 2013
Die Liste der Sieger bei PDC-Turnieren 2013 listet zuerst alle Sieger bei den Major-Turnieren der Professional Darts Corporation auf. Im Weiteren werden die weiteren Turniersieger aufgelistet und Statistiken aufgezeigt.
←2012 2014→

## Turniersieger

### Major-Turniere
| Turnier                     | Sieger                     | Finalist                          | Ergebnis | Format  |
| --------------------------- | -------------------------- | --------------------------------- | -------- | ------- |
| Weltmeisterschaft           | Phil Taylor                | Michael van Gerwen                | 7:4      | Sätze   |
| World Cup                   | Phil Taylor & Adrian Lewis | Kim Huybrechts & Ronny Huybrechts | 3:1      | Matches |
| Premier League              | Michael van Gerwen         | Phil Taylor                       | 10:8     | Legs    |
| UK Open                     | Phil Taylor                | Andy Hamilton                     | 11:4     | Legs    |
| European Championship       | Adrian Lewis               | Simon Whitlock                    | 11:6     | Legs    |
| World Matchplay             | Phil Taylor                | Adrian Lewis                      | 18:13    | Legs    |
| World Grand Prix            | Phil Taylor                | Dave Chisnall                     | 6:0      | Sätze   |
| Championship League         | Phil Taylor                | Michael van Gerwen                | 6:3      | Legs    |
| The Masters                 | Phil Taylor                | Adrian Lewis                      | 10:1     | Legs    |
| Grand Slam                  | Phil Taylor                | Robert Thornton                   | 16:6     | Legs    |
| Players Championship Finals | Michael van Gerwen         | Phil Taylor                       | 11:7     | Legs    |

### World Series
Diese Turnierserie wurde zum ersten Mal ausgespielt. Alle Ergebnisse wurden im Legmodus ausgespielt.
| Turnier        | Sieger             | Finalist              | Ergebnis |
| -------------- | ------------------ | --------------------- | -------- |
| Dubai Masters  | Michael van Gerwen | Raymond van Barneveld | 11:7     |
| Sydney Masters | Phil Taylor        | Michael van Gerwen    | 10:3     |

### European Tour
Alle Ergebnisse wurden im Legmodus ausgespielt.
| Turnier             | Sieger             | Finalist       | Ergebnis |
| ------------------- | ------------------ | -------------- | -------- |
| UK Masters          | John Part          | Stuart Kellett | 6:4      |
| European Trophy     | Wes Newton         | Paul Nicholson | 6:5      |
| European Open       | Michael van Gerwen | Simon Whitlock | 6:2      |
| Austrian Open       | Michael van Gerwen | Mervyn King    | 6:3      |
| Gibraltar Trophy    | Phil Taylor        | Jamie Lewis    | 6:1      |
| German Championship | Dave Chisnall      | Peter Wright   | 6:2      |
| German Masters      | Steve Beaton       | Mervyn King    | 6:5      |
| Dutch Masters       | Kim Huybrechts     | Brendan Dolan  | 6:3      |

### Players Championships
Alle Ergebnisse wurden im Legmodus ausgespielt.
| Turnier                 | Sieger                | Finalist         | Ergebnis |
| ----------------------- | --------------------- | ---------------- | -------- |
| Players Championship 1  | Robert Thornton       | Ronny Huybrechts | 6:0      |
| Players Championship 2  | Michael van Gerwen    | Stuart Kellett   | 6:1      |
| Players Championship 3  | Jamie Caven           | Paul Nicholson   | 6:4      |
| Players Championship 4  | Jamie Caven           | Jelle Klaasen    | 6:4      |
| Players Championship 5  | Peter Wright          | Wes Newton       | 6:1      |
| Players Championship 6  | Michael van Gerwen    | Andy Hamilton    | 6:1      |
| Players Championship 7  | Dave Chisnall         | Peter Wright     | 6:5      |
| Players Championship 8  | Ian White             | Simon Whitlock   | 6:3      |
| Players Championship 9  | Adrian Lewis          | Brendan Dolan    | 6:4      |
| Players Championship 10 | Raymond van Barneveld | Peter Wright     | 6:3      |
| Players Championship 11 | Robert Thornton       | Jamie Caven      | 6:5      |
| Players Championship 12 | Kim Huybrechts        | Kevin Painter    | 6:0      |
| Players Championship 13 | Brendan Dolan         | Ricky Evans      | 6:3      |
| Players Championship 14 | Ian White             | Andy Jenkins     | 6:3      |
| Players Championship 15 | Dave Chisnall         | Robert Thornton  | 6:3      |
| Players Championship 16 | Brendan Dolan         | Jamie Robinson   | 6:1      |

### UK Open Qualifiers
Bei den UK Open Qualifiern wurde ausgespielt, wer sich für die UK Open qualifiziert.
Alle Ergebnisse wurden im Legmodus ausgespielt.
| Turnier             | Sieger             | Finalist           | Ergebnis |
| ------------------- | ------------------ | ------------------ | -------- |
| UK Open Qualifier 1 | Michael van Gerwen | Dave Chisnall      | 6:2      |
| UK Open Qualifier 2 | Michael van Gerwen | Brendan Dolan      | 6:2      |
| UK Open Qualifier 3 | Michael van Gerwen | Michael Smith      | 6:2      |
| UK Open Qualifier 4 | Robert Thornton    | Jamie Caven        | 6:4      |
| UK Open Qualifier 5 | Simon Whitlock     | Michael van Gerwen | 6:1      |
| UK Open Qualifier 6 | Michael van Gerwen | Kim Huybrechts     | 6:5      |
| UK Open Qualifier 7 | Kim Huybrechts     | John Part          | 6:2      |
| UK Open Qualifier 8 | Michael van Gerwen | Mervyn King        | 6:0      |

### Youth Tour
Auf der Youth Tour durften Spieler zwischen 16 und 23 Jahren teilnehmen.
Alle Ergebnisse wurden im Legmodus ausgespielt.
| Turnier       | Sieger                | Finalist             | Ergebnis |
| ------------- | --------------------- | -------------------- | -------- |
| Youth Tour 1  | Rowby-John Rodriguez  | Dirk van Duijvenbode | 4:1      |
| Youth Tour 2  | Josh Payne            | Rowby-John Rodriguez | 4:3      |
| Youth Tour 3  | Kurt Parry            | Daniel Day           | 4:1      |
| Youth Tour 4  | Adam Hunt             | Ricky Evans          | 4:2      |
| Youth Tour 5  | Jamie Lewis           | Chris Aubrey         | 4:1      |
| Youth Tour 6  | Ross Smith            | Ricky Evans          | 4:1      |
| Youth Tour 7  | Ross Smith            | Benito van de Pas    | 4:2      |
| Youth Tour 8  | Graham Hall           | Ross Smith           | 4:3      |
| Youth Tour 9  | Benito van de Pas     | Richard Baillie      | 4:2      |
| Youth Tour 10 | Ben Ward              | Josh Jones           | 4:3      |
| Youth Tour 11 | Ross Smith            | Sam Head             | 4:1      |
| Youth Tour 12 | Jan Dekker            | Dirk van Duijvenbode | 4:3      |
| Youth Tour 13 | Ben Ward              | Sam Hewson           | 4:3      |
| Youth Tour 14 | Luke Woodhouse        | Ben Ward             | 4:1      |
| Youth Tour 15 | Ricky Evans           | Ben Ward             | 4:3      |
| Youth Tour 16 | Dimitri Van den Bergh | Reece Robinson       | 4:0      |
| Youth Tour 17 | Matthew Dennant       | Max Hopp             | 4:1      |
| Youth Tour 18 | Ross Smith            | Adam Hunt            | 4:2      |

### Qualifikationen zur Weltmeisterschaft
Um die Internationalität des Wettbewerbs und Spieler aus Ländern mit weniger Dartskultur und Frauen zu fördern, werden diverse Qualifikationsturniere für die World Darts Championship ausgetragen.
Alle Ergebnisse wurden im Legmodus ausgespielt.
| Turnier                            | Sieger             | Zweitplatzierter |
| ---------------------------------- | ------------------ | ---------------- |
| Nordamerikanischer Qualifier       | Darin Young        |                  |
| Australische Tour                  | Kyle Anderson      |                  |
| Japanischer Qualifier              | Morihiro Hashimoto |                  |
| Nordische- & Baltische Tour        | Per Laursen        |                  |
| Skandinavischer Qualifier          | Dennis Lindskjold  |                  |
| Großraum China-Qualifier           | Royden Lam         |                  |
| E-Dart Qualifier                   | Paul Lim           |                  |
| Philippinischer Qualifier          | Edward Santos*     |                  |
| Südasiatischer Qualifier           | Mohd Latif Sapup   |                  |
| Neuseeländischer Qualifier         | Rob Szabo          |                  |
| Ozeanische Meisterschaft           | Beau Anderson      |                  |
| PDC South African Masters          | Devon Petersen     |                  |
| PDC Europe Super League            | Andree Welge       |                  |
| Tom Kirby Memorial Irish Matchplay | Colin McGarry      |                  |
| Südosteuropäischer Qualifier       | Zoran Lerchbacher  |                  |
| Zentraleuropäischer Qualifier      | Gino Vos           |                  |
| Iberischer Qualifier               | Julio Barbero      |                  |
| PDPA Qualifier                     | Matt Clark         | Ian Moss         |

* Der philippinische Qualifikant Edward Santos konnte aufgrund von Problemen bei der Anreise nicht beim Turnier antreten. Für ihn rückte der nächste noch nicht qualifizierte Spieler in der Order of Merit, Colin Osborne, nach.

## Statistiken

### Sieger und Finalisten nach Nationalität
Die Qualifikationsturniere zur Weltmeisterschaft sind hier nicht eingerechnet. Die Anzahl der Finale stehen in Klammern.
| Turnierart           | AUS   | BEL   | GER   | ENG     | CAN   | NED   | NIR   | AUT   | SCO   | WAL   |
| -------------------- | ----- | ----- | ----- | ------- | ----- | ----- | ----- | ----- | ----- | ----- |
| Majorturnier         | 0 (1) | 0 (1) | 0     | 9 (15)  | 0     | 2 (4) | 0     | 0     | 0 (1) | 0     |
| World Series         | 0     | 0     | 0     | 1 (1)   | 0     | 1 (3) | 0     | 0     | 0     | 0     |
| European Tour        | 0 (2) | 1 (1) | 0     | 4 (7)   | 1 (1) | 2 (2) | 0 (1) | 0     | 0 (1) | 0 (1) |
| Players Championship | 0 (2) | 1 (2) | 0     | 7 (15)  | 0     | 3 (4) | 2 (3) | 0     | 3 (6) | 0     |
| UK Open Qualifiers   | 1 (1) | 1 (2) | 0     | 0 (4)   | 0 (1) | 5 (6) | 0 (1) | 0     | 1 (1) | 0     |
| Youth Tour           | 0     | 1 (1) | 0 (1) | 12 (24) | 0 (1) | 2 (5) | 0     | 1 (2) | 0 (1) | 2 (2) |

### Errungenschaften

#### Persönliche Errungenschaften
- Erstes Weltmeisterschaftsfinale: Michael van Gerwen
- Erstes PDC-Majorfinale: Ronny Huybrechts, Dave Chisnall

- Erster European Tour-Titel: John Part, Wes Newton, Michael van Gerwen, Dave Chisnall, Steve Beaton, Kim Huybrechts

- Erstes European Tour-Finale: John Part, Stuart Kellett, Wes Newton, Michael van Gerwen, Mervyn King, Jamie Lewis, Peter Wright, Steve Beaton, Kim Huybrechts, Brendan Dolan

- Erster Players Championship/UK Open Qualifier-Titel: Ian White, Kim Huybrechts, Brendan Dolan

- Erstes Players Championship/UK Open Qualifier-Finale: Ronny Huybrechts, Stuart Kellett, Brendan Dolan, Ricky Evans, Jamie Robinson

#### Nationale Errungenschaften
- Erster European Tour-Sieger:  Kanada,  Belgien
- Erster European Tour-Finalist:  Kanada,  Wales,  Nordirland
- Erster Players Championship/UK Open Qualifier-Sieger:  Belgien,  Nordirland
- Erster Youth Tour-Sieger:  Belgien,  Niederlande,  Österreich
- Erster Youth Tour-Finalist:  Belgien,  Deutschland,  Kanada,  Österreich,  Schottland

Die World Series ist hier nicht aufgeführt, da die Erfolge aufgrund der Erstaustragung automatisch zum ersten Mal erreicht wurden.

### Majorturniere
| Spieler            | Siege | Finalniederlagen |
| ------------------ | ----- | ---------------- |
| Phil Taylor        | 8     | 2                |
| Michael van Gerwen | 2     | 2                |
| Adrian Lewis       | 2     | 2                |
| Dave Chisnall      | 0     | 1                |
| Andy Hamilton      | 0     | 1                |
| Kim Huybrechts     | 0     | 1                |
| Ronny Huybrechts   | 0     | 1                |
| Robert Thornton    | 0     | 1                |
| Simon Whitlock     | 0     | 1                |

### World Series
| Spieler               | Siege | Finalniederlagen |
| --------------------- | ----- | ---------------- |
| Michael van Gerwen    | 1     | 1                |
| Phil Taylor           | 1     | 0                |
| Raymond van Barneveld | 0     | 1                |

### European Tour
| Spieler            | Siege | Finalniederlagen |
| ------------------ | ----- | ---------------- |
| Michael van Gerwen | 2     | 0                |
| Steve Beaton       | 1     | 0                |
| Dave Chisnall      | 1     | 0                |
| Kim Huybrechts     | 1     | 0                |
| Wes Newton         | 1     | 0                |
| John Part          | 1     | 0                |
| Phil Taylor        | 1     | 0                |
| Mervyn King        | 0     | 2                |
| Brendan Dolan      | 0     | 1                |
| Stuart Kellett     | 0     | 1                |
| Jamie Lewis        | 0     | 1                |
| Paul Nicholson     | 0     | 1                |
| Simon Whitlock     | 0     | 1                |
| Peter Wright       | 0     | 1                |

### Players Championship
| Spieler               | Siege | Finalniederlagen |
| --------------------- | ----- | ---------------- |
| Jamie Caven           | 2     | 1                |
| Brendan Dolan         | 2     | 1                |
| Robert Thornton       | 2     | 1                |
| Dave Chisnall         | 2     | 0                |
| Michael van Gerwen    | 2     | 0                |
| Ian White             | 2     | 0                |
| Peter Wright          | 1     | 2                |
| Raymond van Barneveld | 1     | 0                |
| Kim Huybrechts        | 1     | 0                |
| Adrian Lewis          | 1     | 0                |
| Ricky Evans           | 0     | 1                |
| Andy Jenkins          | 0     | 1                |
| Andy Hamilton         | 0     | 1                |
| Stuart Kellett        | 0     | 1                |
| Wes Newton            | 0     | 1                |
| Paul Nicholson        | 0     | 1                |
| Kevin Painter         | 0     | 1                |
| Jamie Robinson        | 0     | 1                |
| Simon Whitlock        | 0     | 1                |

### UK Open Qualifiers
| Spieler            | Siege | Finalniederlagen |
| ------------------ | ----- | ---------------- |
| Michael van Gerwen | 5     | 1                |
| Kim Huybrechts     | 1     | 1                |
| Robert Thornton    | 1     | 0                |
| Simon Whitlock     | 1     | 0                |
| Jamie Caven        | 0     | 1                |
| Dave Chisnall      | 0     | 1                |
| Brendan Dolan      | 0     | 1                |
| John Part          | 0     | 1                |
| Michael Smith      | 0     | 1                |

### Youth Tour
| Spieler               | Siege | Finalniederlagen |
| --------------------- | ----- | ---------------- |
| Ross Smith            | 4     | 1                |
| Ben Ward              | 2     | 2                |
| Ricky Evans           | 1     | 2                |
| Adam Hunt             | 1     | 1                |
| Benito van de Pas     | 1     | 1                |
| Rowby-John Rodriguez  | 1     | 1                |
| Dimitri Van den Bergh | 1     | 0                |
| Jan Dekker            | 1     | 0                |
| Matthew Dennant       | 1     | 0                |
| Graham Hall           | 1     | 0                |
| Jamie Lewis           | 1     | 0                |
| Kurt Parry            | 1     | 0                |
| Josh Payne            | 1     | 0                |
| Luke Woodhouse        | 1     | 0                |
| Dirk van Duijvenbode  | 0     | 2                |
| Chris Aubrey          | 0     | 1                |
| Richard Baillie       | 0     | 1                |
| Daniel Day            | 0     | 1                |
| Josh Jones            | 0     | 1                |
| Sam Head              | 0     | 1                |
| Sam Hewson            | 0     | 1                |
| Max Hopp              | 0     | 1                |
| Reece Robinson        | 0     | 1                |